# شيغيلة زحارية من النمط السادس
شيغيلة زحارية من النمط السادس (بالإنجليزية: Shigella dysenteriae type 6)‏ هي نمط بكتيري من أنماط الشيغيلة الزحارية ضمن شعبة المتقلبات.